# Драгутин Станић
Драгутин Драган Станић (Горње Водичево, код Босанског Новог, 13. фебруар 1913 — Београд, 18. септембар 1996) био је учесник Народноослободилачке борбе, генерал-потпуковник ЈНА и народни херој Југославије.

## Биографија
Рођен је 13. фебруара 1913. године у селу Горњем Водичеву, код Босанског Новог. Потиче из радничке породице, његов отац Ђура је био рудар у руднику Љешљани. Основну школу је завршио 1924. године у Добрљину, а потом се све до 1928. године бавио земљорадњом. Већ са 15 година, почео је повремено да ради са оцем у руднику, а од када је постао пунолетан добио је стално запослење. Као млади радник-рудар веома рано је приступио синдикалном и радничком покрету. После одслужења војног рока у Требињу, пошао је тражити други посао, а током 1937. године је радио на изградињи Споменика „Незнаном јунаку“ на Авали. Иако није био члан ни једне политички партије, у родном крају је учествовао у формирању културне секције и библиотеке у Горњем Водичеву, као и окупљању младих у Соколском друштву и њиховом обучавању и руковању оружјем.
У току Априлског рата, 1941. године, био је мобилисан у Југословенску краљевску војску у којој је био артиљерац. Приликом повлачења преко реке Уне и брда Баљ, код Костајнице, заједно са својим друговима из јединице пружио је снажан отпор Немцима, испаливши готово сву муницију. Када је стигла вест о капитулацији, Драган је одбио да се преда. Заједно с друговима је демонтирао топове и наоружан карабином пошао кући.
По повратку у родни крај, повезао се са комунистима и активно укључио у припреме оружаног устанка. После истицања у првим устаничким борбама на Козари, током лета, постављен је за десетара у Првој партизанској чети, а новембра 1941. године је примљен у чланство Комунситичке партије Југославије (КПЈ).
У НОБ је ступио као борац, постао је десетар, потом водник, командир чете Другог крајишког партизанског одреда, па командант батаљона и замјеник команданта Прве крајишке бригаде. У првим данима велике офанзиве на Козари, у љето 1942, Станић је са својим батаљоном на Пискавици непријатељу нанио велике губитке. Као командант батаљона командовао је у нападу на цести Приједор - Босанска Дубица; код Асине страже заробио је 2 топа и 50 непријатељских војника. Истицао се командовањем и личном храброшћу. Када је командовао 2. крајишком бригадом, у бици са четницима на Гласинцу заробљено је 30 митраљеза и 1 топ. Храбро се борио и код Трнова, Калиновику.